# Jevgeņijs Karavackis
Jevgeņijs Karavackis, ros. Jewgienij Karawacki, Евгений Каравацкий (ur. 11 sierpnia 1990 w Dyneburgu) – łotewski żużlowiec.

## Przynależność klubowa
Polska
- SK Lokomotīve Dyneburg (Łotwa; 2007–)

## Szczegóły kariery

### Mistrzostwa świata
- Indywidualne mistrzostwa świata juniorów na żużlu
  - 2008 – 9. miejsce w 3. rundzie kwalifikacyjnej
  - 2010 – 8. miejsce w 1. rundzie kwalifikacyjnej[potrzebny przypis]

### Mistrzostwa Europy
- Indywidualne mistrzostwa Europy na żużlu
  - 2009 – Togliatti (Rosja) – 11. miejsce (4 punkty)
- Indywidualne mistrzostwa Europy juniorów na żużlu
  - 2009 – Tarnów (Polska) – 10. miejsce (6 punktów)
- Drużynowe mistrzostwa Europy juniorów na żużlu
  - 2008 – 3. miejsce w 2. rundzie kwalifikacyjnej
- Klubowy Puchar Europy na żużlu
  - 2008 – 3. miejsce w 2. półfinale dla Szachtar Czerwonograd

### Rozgrywki krajowe
- Drużynowe Mistrzostwa Polski
  - 2007 – 2. miejsce w drugiej lidze dla SK Lokomotīve Dyneburg (średnia 1,458)
  - 2008 – 5. miejsce w pierwszej lidze dla SK Lokomotīve Dyneburg (średnia 1,400)
  - 2009 – dla SK Lokomotīve Dyneburg